# Pallamano Trieste 2002-2003
Questa pagina raccoglie i dati riguardanti la Pallamano Trieste nelle competizioni ufficiali della stagione 2002-2003.

## Rosa

### Giocatori
| N° | Naz.                          | Ruolo | Sportivo                | Anno | Alt. | Peso |
| -- | ----------------------------- | ----- | ----------------------- | ---- | ---- | ---- |
| 1  | Italia (bandiera)             | P     | Gabriele Benvenuti      | 1980 |      |      |
| 12 | Italia (bandiera)             | P     | Zoran Srebrnic          | 1975 |      |      |
| 16 | Italia (bandiera)             | P     | Ivan Mestriner          | 1970 |      |      |
| 4  | Croazia (bandiera)            | PV    | Dalibor Anusic          | 1976 |      |      |
| 5  | Romania (bandiera)            | PV    | Marius Ionescu          | 1975 |      |      |
| 6  | Lituania (bandiera)           | T     | Gintautas Vilaniskis    | 1971 |      |      |
| 7  | Romania (bandiera)            | T     | Petru Pop               | 1974 |      |      |
| 8  | Italia (bandiera)             | T     | Massimiliano Martinelli | 1978 |      |      |
| 9  | Italia (bandiera)             | A     | Alessandro Fusina       | 1971 |      |      |
| 10 | Macedonia del Nord (bandiera) | T     | Dusan Novokmet          | 1970 |      |      |
| 11 | Italia (bandiera)             | PV    | Antonio Pastorelli      | 1971 |      |      |
| 14 | Italia (bandiera)             | T     | Alessandro Tarafino     | 1971 |      |      |
| 15 | Italia (bandiera)             | A     | Marco Lo Duca           | 1971 |      |      |
| 18 | Italia (bandiera)             | A     | Andrea Carpanese        | 1982 |      |      |
| 19 | Italia (bandiera)             | A     | Marco Visintin          | 1982 |      |      |
| 20 | Ucraina (bandiera)            | T     | Alexander Gladun        | 1973 |      |      |

### Staff
- Allenatore:  Marko Sibila
- Allenatore in seconda:  Piero Sivini
- Assistente:  Giorgio Oveglia
- Preparatore atletico:  Paolo Paoli
- Massaggiatore:  Enzo Gianlorenzi

## Risultati

### Serie A1

#### Stagione regolare

##### Girone d'andata
| Trieste 21 settembre 2002 | Trieste | 25 – 21 | Ascoli |  |

| Sassari 28 settembre 2002 | Sassari | 18 – 23 | Trieste |  |

| Trieste 5 ottobre 2002 | Trieste | 31 – 19 | Secchia |  |

| Rovigo 12 ottobre 2002 | Tassina Rovigo | 25 – 31 | Trieste |  |

| Trieste 19 ottobre 2002 | Trieste | 23 – 18 | Gaeta |  |

| Prato 26 ottobre 2002 | Prato | 34 – 25 | Trieste |  |

| Trieste 2 novembre 2002 | Trieste | 25 – 29 | Conversano |  |

| Bressanone 9 novembre 2002 | Brixen | 23 – 25 | Trieste |  |

| San Lazzaro di Savena 16 novembre 2002 | Bologna United | 30 – 27 | Trieste |  |

| Trieste 23 novembre 2002 | Trieste | 31 – 23 | Black Devils |  |

| Imola 30 novembre 2002 | Imola | 21 – 20 | Trieste |  |

##### Girone di ritorno
| Ascoli Piceno 7 dicembre 2002 | Ascoli | 23 – 30 | Trieste |  |

| Trieste 14 dicembre 2002 | Trieste | 33 – 26 | Sassari |  |

| Rubiera 21 dicembre 2002 | Secchia | 21 – 21 | Trieste |  |

| Trieste 1 febbraio 2002 | Trieste | 31 – 21 | Tassina Rovigo |  |

| Gaeta 8 febbraio 2003 | Gaeta | 20 – 26 | Trieste |  |

| Trieste 22 febbraio 2003 | Trieste | 27 – 24 | Prato |  |

| Conversano 1 marzo 2003 | Conversano | 35 – 26 | Trieste |  |

| Trieste 8 marzo 2003 | Trieste | 27 – 27 | Brixen |  |

| Trieste 15 marzo 2003 | Trieste | 23 – 32 | Bologna United |  |

| Merano 22 marzo 2003 | Black Devils | 28 – 26 | Trieste |  |

| Trieste 6 aprile 2002 | Trieste | 33 – 33 | Imola |  |

#### Playoff

##### Quarti di finale
| Squadra 1    | Squadra 2 | Gara 1                | Gara 2                 | Gara 3 |
| ------------ | --------- | --------------------- | ---------------------- | ------ |
| Black Devils | Trieste   | Merano, 5 aprile 2003 | Trieste, 9 aprile 2003 |        |
| Black Devils | Trieste   | 31 - 19               | 32 - 27                |        |

### Coppa Italia

#### Quarti di finale
| Squadra 1    | Squadra 2 | Risultato                    |
| ------------ | --------- | ---------------------------- |
| Black Devils | Trieste   | Conversano, 14 febbraio 2003 |
| Black Devils | Trieste   | 37 - 28                      |

### EHF Champions League

#### Primo turno di qualificazione
| Squadra 1         | Squadra 2            | Andata  | Ritorno  | Totale  |
| ----------------- | -------------------- | ------- | -------- | ------- |
| Pallamano Trieste | RK Izvidjac Ljubuski | Trieste | Ljubuški | 59 - 54 |
| Pallamano Trieste | RK Izvidjac Ljubuski | 33- 27  | 26- 27   | 59 - 54 |

#### Secondo turno di qualificazione
| Squadra 1         | Squadra 2        | Andata  | Ritorno    | Totale  |
| ----------------- | ---------------- | ------- | ---------- | ------- |
| Pallamano Trieste | Pfadi Winterthur | Trieste | Winterthur | 60 - 51 |
| Pallamano Trieste | Pfadi Winterthur | 31- 26  | 29- 25     | 60 - 51 |

#### Girone B
| Trieste 9 novembre 2002, ore 18:00 | Pallamano Trieste | 32 – 31 (13-14) | KIF Kolding | PalaChiarbola (1500 spett.) |

| Pamplona 17 novembre 2002, ore 18:00 | Portland San Antonio | 31 – 23 (20-7) | Pallamano Trieste | Pabellón de Zizur Mayor (2500 spett.) |

| Donec'k 23 novembre 2002, ore 17:00 | Shakhtyor Akademi Donetsk | 24 – 24 (13-15) | Pallamano Trieste | Donec'k (1000 spett.) |

| Trieste 30 novembre 2002, ore 18:30 | Pallamano Trieste | 26 – 32 (14-17) | Portland San Antonio | PalaChiarbola (1700 spett.) |

| Copenaghen 8 dicembre 2002, ore 16:15 | KIF Kolding | 30 – 22 (16-8) | Pallamano Trieste | Brøndy Hall (2500 spett.) |

| Trieste 14 dicembre 2002, ore 18:30 | Pallamano Trieste | 36 – 27 (17-16) | Shakhtyor Akademi Donetsk | PalaChiarbola (1000 spett.) |

## Classifiche

### Serie A1
|  | Pos. | Squadra         | Pt | G  | V  | N | S  | GF  | GS  | D    | Note                                         |
|  | ---- | --------------- | -- | -- | -- | - | -- | --- | --- | ---- | -------------------------------------------- |
|  | 1.   | Conversano      | 59 | 22 | 19 | 2 | 1  | 659 | 499 | +160 | Qualificato alla Champions League 2003-2004  |
|  | 2.   | Prato           | 47 | 22 | 15 | 2 | 5  | 643 | 557 | +86  |                                              |
|  | 3.   | Secchia         | 42 | 22 | 13 | 3 | 6  | 591 | 543 | +48  | Qualificato alla Challenge Cup 2003-2004     |
|  | 4.   | Meran           | 40 | 22 | 14 | 1 | 7  | 624 | 574 | +50  | Qualificato alla EHF Cup 2003-2004           |
|  | 5.   | Trieste         | 39 | 22 | 12 | 3 | 7  | 589 | 551 | +38  | Qualificato alla Challenge Cup 2003-2004     |
|  | 6.   | Brixen          | 30 | 22 | 9  | 3 | 10 | 605 | 600 | +5   | Qualificato alla Coppa delle Coppe 2003-2004 |
|  | 7.   | Romagna         | 28 | 22 | 9  | 1 | 12 | 569 | 596 | -27  |                                              |
|  | 8.   | Bologna United  | 27 | 22 | 9  | 0 | 13 | 569 | 582 | -13  |                                              |
|  | 9.   | Ascoli          | 24 | 22 | 8  | 0 | 14 | 596 | 652 | -56  |                                              |
|  | 10.  | Jchnusa Sassari | 21 | 22 | 7  | 0 | 15 | 553 | 630 | -77  |                                              |
|  | 11.  | Tassina Rovigo  | 17 | 22 | 5  | 2 | 15 | 535 | 627 | -92  | Retrocesso in Serie A2 2003-2004             |
|  | 12.  | Gaeta           | 10 | 22 | 3  | 1 | 18 | 503 | 625 | -122 | Retrocesso in Serie A2 2003-2004             |

### EHF Champions League

#### Girone B
|  | Pos. | Squadra                   | Pt | G | V | N | S | GF  | GS  | D   | Note                            |
|  | ---- | ------------------------- | -- | - | - | - | - | --- | --- | --- | ------------------------------- |
|  | 1.   | Portland San Antonio      | 10 | 6 | 5 | 0 | 1 | 180 | 142 | +38 | Qualificato ai quarti di finale |
|  | 2.   | KIF Kolding               | 8  | 6 | 4 | 0 | 2 | 178 | 152 | +26 | Qualificato ai quarti di finale |
|  | 3.   | Pallamano Trieste         | 5  | 6 | 2 | 1 | 3 | 163 | 175 | -12 |                                 |
|  | 4.   | Shakhtyor Akademi Donetsk | 1  | 6 | 0 | 1 | 5 | 135 | 187 | -52 |                                 |

## Statistiche

### Individuali

#### Classifica marcatori
| N. | Giocatore               | Reti |
| -- | ----------------------- | ---- |
| 10 | Dusan Novokmet          | 117  |
| 9  | Alessandro Fusina       | 98   |
| 6  | Gintautas Vilaniskis    | 90   |
| 4  | Dalibor Anusic          | 70   |
| 8  | Massimiliano Martinelli | 62   |
| 20 | Alekander Gladun        | 52   |
| 19 | Marco Visintin          | 47   |
| 14 | Alessandro Tarafino     | 47   |
| 5  | Marius Ionescu          | 35   |
| 15 | Marco Lo Duca           | 11   |
| 7  | Petru Pop               | 5    |
| 18 | Andrea Carpanese        | 3    |
|    | Alessio Temeroli        | 2    |
| 16 | Ivan Mestriner          | 1    |